# Frąca (gmina Smętowo Graniczne)
Frąca – wieś kociewska w Polsce, położona w województwie pomorskim, w powiecie starogardzkim, w gminie Smętowo Graniczne.

## Historia
W latach 1954–1958 wieś należała i była siedzibą władz gromady Frąca, po jej zniesieniu w gromadzie Leśna Jania. W latach 1975–1998 miejscowość administracyjnie należała do województwa gdańskiego.
Według danych z 2011 roku miejscowość zamieszkiwało 309 osób. 

## Osoby
- Alfred von Conrad (1852-1914), pruski polityk, poseł do sejmu pruskiego.